# William Douglas-Home
William Douglas-Home, född 3 juni 1912 i Edinburgh, död 28 september 1992 i Winchester, Hampshire, var en brittisk dramatiker.
Han var yngre bror till Alec Douglas-Home. Bland hans skådespel märks The Chiltern Hundreds (1947) och Lloyd George Knew My Father (1972).